# آبتین گلکار
آبتین گلکار (زادهٔ ۱۳۵۶ در تهران) مترجم ایرانی، پژوهشگر زبان و ادبیات روسی و استادیار دانشگاه تربیت مدرس است. او آثاری از نیکلای گوگول، نیکلای اردمان، آلکساندر هرتسن و آنا آخماتووا را ترجمه کرده‌است.
گلکار دورهٔ کارشناسی را در دانشگاه تهران و دورهٔ کارشناسی ارشد و دکتری ادبیات روسی را در دانشگاه ملی تاراس شفچنکو کی‌یف گذرانده‌است.

## آثار
- استالین، ادوارد رادزینسکی، ترجمه آبتین کلگار، نشر ماهی (برنده سی و سومین دوره کتاب سال جمهوری اسلامی ایران سال ۱۳۹۴)
- قلب سگی، میخائیل بولگاکف، ترجمهٔ آبتین گلکار، ۱۳۹۱، نشر ماهی
- بازرس، نیکلای گوگول، آبتین گلکار (مترجم)، ناشر: هرمس
- عروسی، نیکلای گوگول، آبتین گلکار (مترجم)، ناشر: هرمس
- مرده متحرک، لی‌یف نیکالایویچ تولستوی، آبتین گلکار (مترجم)، ناشر: هرمس
- قصه‌هایی برای بزرگسالان، ولادیمیر نیکالایویچ واینوویچ، آبتین گلکار (مترجم)، ناشر: گل آقا
- شرورترین دختر مدرسه، انید بلایتون، آبتین گلکار (مترجم)، ناشر: چشمه
- ماجراهای چیپولینو، جانی روداری، آبتین گلکار (مترجم)، ناشر: چشمه
- باریس گادونوف، آلکساندر سرگی‌یِویچ پوشکین، آبتین گلکار (مترجم)، ناشر: هرمس
- داستان‌های کوتاه از نویسندگان اسلاو، آبتین گلکار (گردآورنده)، ناشر: هرمس
- اتاق شماره ۶، آنتوان پاولوویچ چخوف، آبتین گلکار (مترجم)، ناشر: هرمس
- مقصر کیست؟، الکساندر هرتسن، آبتین گلکار (مترجم)، ناشر: هرمس
- طالع نحس: گزیده داستان‌های کوتاه، میخاییل زوشنکو، آبتین گلکار (مترجم)، ناشر: کوچک
- زندگی انسان و فرمانروای گرسنگان، لئونید نیکالایویچ آندری‌یف، آبتین گلکار (مترجم)، ناشر: هرمس
- دادگاه ویژه: کمدی قضایی در سه پرده، ولادیمیر نیکالایویچ واینوویچ، آبتین گلکار (مترجم)، ناشر: هرمس
- نفوس مرده: کمدی در چهار پرده، میخائیل آفاناسیویچ بولگاکوف، آبتین گلکار (مترجم)، ناشر: هرمس
- رودلف م. شیندلر ۱۸۷۷–۱۹۵۳: کندوکاو فضا، جیمز استیل، آبتین گلکار (مترجم)، ناشر: هنر معماری قرن
- میراث شطرنجیِ آلخین: تاکتیک و ترکیب، آلکساندر آلکساندروویچ کونوف، آبتین گلکار (مترجم)، ناشر: فرزین
- اعتراف، لی‌یف نیکالایویچ تولستوی، آبتین گلکار (مترجم)، خشایار دیهیمی (ویراستار)، ناشر: نشر گمان
- مورچه‌ها تسلیم نمی‌شوند، اوندژی سکورا، آبتین گلکار (مترجم)، ناشر: چشمه
- رودین، ایوان سرگی‌یویچ تورگنیف، محمدهادی شفیعیها (مترجم)، آبتین گلکار (ویراستار)، ناشر: ماهی
- یادداشت‌های یک پزشک جوان، میخائیل آفاناسیویچ بولگاکوف، آبتین گلکار (مترجم)، ناشر: ماهی
- تادائو آندو ۱۹۴۱ - هندسهٔ فضای بشری، ماسائو فورویاما، آبتین گلکار (مترجم)، ناشر: هنر معماری قرن
- رنگ‌های دکوراتیو (پالت‌های رنگ در طراحی داخلی)، آنا کاسابیان، مارتا گیل، مارک مک کاولی، آبتین گلکار (مترجم)، ناشر: هنر معماری قرن
- گفتگوی ناتمام و مصاحبه در بوئنوس آیرس، واسیلی چیچکوف، گنریخ باراویک، آبتین گلکار (مترجم)، ناشر: هرمس
- آنتونی گائودی ۱۸۵۲–۱۹۲۶: از طبیعت به معماری، ماریاآنتونیا کریپا، الناز رحیمی (مترجم)، آبتین گلکار (ویراستار)، ناشر: هنر معماری قرن
- فراز و فرود کاشان به روایت دیگران، مهشید جعفری، حسن عاطفی، آبتین گلکار، ناشر: بنیاد فرهنگ کاشان
- جان لاوتنر ۱۹۱۱–۱۹۹۴ محو کردن مرزهای فضا، باربارا آن کمپل لنگ، آبتین گلکار (مترجم)، ناشر: هنر معماری قرن
- هزار سال معماری جهان: راهنمای مصور، فرانچسکا پرینا، النا دمارتینی، آبتین گلکار (مترجم)، ناشر: هنر معماری قرن
- میراث شطرنجی آلخین: حمله و دفاع، الکساندرالکساندروویچ کوتوف، آبتین گلکار (مترجم)، خشایار مصطفوی کاشانی (زیرنظر)، ناشر: فرزین
- میراث شطرنجی آلخین: زندگینامه - تئوری گشایش‌ها، الکساندرالکساندروویچ کوتوف، آبتین گلکار (مترجم)، خشایار مصطفوی کاشانی (زیرنظر)، ناشر: فرزین
- یک ماه در دهکده: کمدی در پنج پرده، ایوان سرگی یویچ تورگنیف، آبتین گلکار (مترجم)، ناشر: هرمس
- از یادداشت‌های یک مرد سالخورده، آنتوان پاولوویچ چخوف، آبتین گلکار (مترجم)، ناشر: ماهی
- مکتب‌های ادبی در تاریخ ادبیات روسیه، آبتین گلکار، ناشر: سازمان مطالعه و تدوین کتب علوم انسانی دانشگاه‌ها (سمت)
- طراحی کتابخانه: اصول و مبانی معماری و طراحی داخلی کتابخانه‌ها از کلاسیک تا مدرن، آبتین گلکار (مترجم)، الناز رحیمی (مترجم)، ناشر: هنر معماری قرن